# Amsterdam (cratère)
Le cratère Amsterdam est un cratère d'impact de 1,66 km de diamètre situé sur Mars dans le quadrangle de Lunae Palus. Il a été nommé en référence à la ville d'Amsterdam aux Pays-Bas.